# Лундозеро
Лундозеро — озеро в России, располагается на территории Белозерского района Вологодской области.
Площадь водной поверхности озера равняется 1,92 км². Уровень уреза воды находится на высоте 136,8 м над уровнем моря. Площадь водосборного бассейн озера составляет 110 км².
Код объекта в государственном водном реестре — 08010200311110000004714.